# Szponiastonóg jałowcowy
Szponiastonóg jałowcowy, szponiastonóg blady, frankolin blady (Pternistis ochropectus) – gatunek średniej wielkości ptaka z podrodziny bażantów w rodzinie kurowatych (Phasianidae). Występuje endemicznie w Dżibuti. Krytycznie zagrożony wyginięciem.

## Taksonomia
Gatunek po raz pierwszy został opisany w 1952 przez Dorsta i Jouanina. Holotyp pochodził z Tadżury. Autorzy nadali nowemu gatunkowi nazwę Francolinus ochropectus. Obecnie (2020) Międzynarodowy Komitet Ornitologiczny umieszcza ptaka w rodzaju Pternistis. Gatunek bywał wyodrębniany do rodzaju Oreocolinus. Prawdopodobnie najbliżej spokrewniony jest ze szponiastonogiem brązowogłowym (P. erckelii), do tego ze szponiastonogami: kenijskim (P. jacksoni), ciemnym (P. nobilis) i etiopskim (P. castaneicollis). Gatunek monotypowy.

## Morfologia
Długość ciała wynosi około 33–36 cm; masa ciała u jednego samca 809 g, jednej samicy 605 g. Szponiastonóg blady to ptak o krępej sylwetce, średnich rozmiarów; w terenie zdaje się być ciemny. Wierzch głowy kasztanowy z pomarańczowym odcieniem, nieco jaśniejszy od reszty głowy i szyi, które wyglądają na bardziej czerwonawe. Szyję i górną część piersi zdobią białe plamki; stają się coraz liczniejsze ku brzuchowi, wskutek czego wygląda on na biały. Od nasady dzioba do oka, a dalej w tył niemal do tyłu szyi, ciągnie się ciemna, czarnoczerwona plama. Tuż za okiem leży biała plamka. Gardło jasnożółte, pozbawione pasków. Skrzydła i grzbiet porastają pióra o głębokim, brązowym kolorze, przy czym grzbiet pokrywają ciemne, czerwonobrązowe paski. Lotki I rzędu mają jednolity, szarobrązowy kolor, jaśniejszy od reszty skrzydła. Sterówki mają jednolitą, szarobrązową barwę. Nogi grube, żółtopomarańczowe; w terenie ostrogi nie są dobrze widoczne. Dziób dość mocny, żółtawy, zgięty w dół.

## Zasięg występowania
Szponiastonóg blady jest jedynym endemicznym gatunkiem ptaka w Dżibuti. Wykazany wyłącznie z dwóch siedlisk – Forêt du Day (Park Narodowy Forêt du Day), gdzie występuje na obszarze 14–15 km², oraz z gór Dżabal Mabla. W latach 1977–1983 w Forêt du Day odpowiednie dla szponiastonoga środowisko zmniejszyło swoją powierzchnię o połowę. BirdLife International szacuje zasięg na 58 km².

## Ekologia i zachowanie
Środowiskiem życia szponiastonogów bladych są lasy, szczególnie jałowców (np. Juniperus procera). Stwierdzane były na wysokości 700–1500 m n.p.m. Odnotowywano je nie tylko w pierwotnych lasach, ale i lasach wtórnych, pojawiają się również w zdegradowanych lasach, także tych z obumarłymi jałowcami. Zawołanie samca stanowi głośne Erk-ka,ka,ka,k k k kkk, przyśpieszające, mogące być określone jako chichoczące. Pewien osobnik w żerującej grupie odzywał się niskim, miękkim gdakaniem. Szponiastonóg blady jest łatwiejszy do usłyszenia niż zaobserwowania. Żeruje w typowy dla grzebiących sposób, rozdrapując ziemię w poszukiwaniu nasion; szuka również termitów w miejscach zniszczonych przez guźce. Zjada także jagody i figi. Odpoczywa grupami w gęstej roślinności do 4 m wysokości. Często spotykany w niewielkich grupach rodzinnych.

### Lęgi
Okres lęgowy trwa od grudnia do lutego. Prawdopodobnie jest monogamiczny i składa od 5 do 7 jaj. Jedyne odkryte jak dotąd (stan w 2002) gniazdo było płytkim, wydrapanym w ziemi dołkiem, wyściełanym trawą; umieszczone było na niedostępnej półce skalnej.

## Status zagrożenia
IUCN uznaje szponiastonoga bladego za gatunek krytycznie zagrożony (CR, Critically Endangered) nieprzerwanie od 1994 (stan w 2020). Liczebność populacji w Forêt du Day w 2007 została oszacowana na 450 osobników. Liczebność populacji w górach Mabla po wyprawie badawczej z 2009 została oszacowana na 108. W Forêt du Day jałowce obumierają lub są już martwe. Dokładne przyczyny nie są znane, prawdopodobnie nadmierny wypas bydła, wielbłądów i kóz przyczynia się do znikania lasów uszkodzonych już kwaśnymi deszczami, zmianami klimatu i chorobami wywołanymi przez grzyby. W 2009 przepytano lokalną ludność o przyczynę obumierania jałowców w Forêt du Day, 57% wskazało suszę. Do pozostałych zagrożeń należy wycinka drewna na rozpałkę, odłów, zbieranie jaj i niepokojenie przez człowieka.